# 鳥羽商工会議所

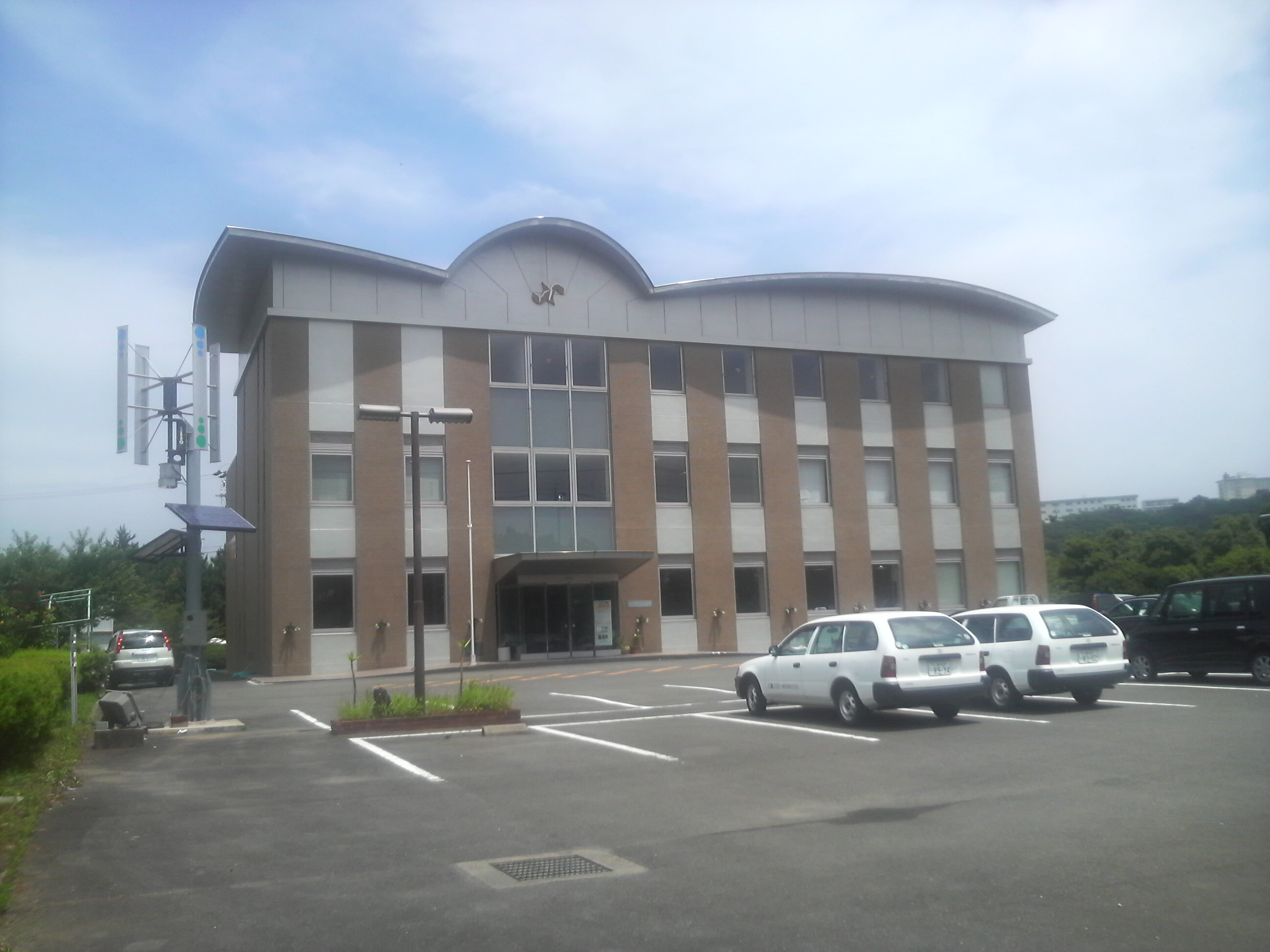
鳥羽商工会議所会館

鳥羽商工会議所（とばしょうこうかいぎしょ、英称：Toba Chamber of Commerce and Industry）は、主に三重県鳥羽市内に事業所をおく企業・団体で運営されている商工会議所。

## 沿革
1955年（昭和30年）、鳥羽市の鉄工業組合、商業会、観光協会の3団体が合同して鳥羽商工会を設立、これを母体として1963年（昭和38年）に鳥羽商工会議所が設立する。
事務所については旧鳥羽市役所跡や鳥羽市民文化会館などを間借りしていたが、三重県や鳥羽市の補助を受けて鳥羽商工会議所会館を建設、1997年（平成9年）に完成した。

### 年表
- 1955年（昭和30年）11月 - 鳥羽商工会が設立される。
- 1963年（昭和38年）1月23日 - 鳥羽商工会を解散し、鳥羽商工会議所を設立する[1][2]。
- 1997年（平成9年）3月24日 - 鳥羽商工会議所会館の完成式を挙行する。同年3月26日より供用開始[3][4]。

## 鳥羽商工会議所会館
鉄筋コンクリート3階建て、延べ面積1,450m2で、屋根の形状は鳥羽市の鳥であるカモメがはばたく姿をデザインしている。鳥羽商工会議所のほか、1階に鳥羽市観光協会、2階に鳥羽青年会議所・鳥羽ライオンズクラブも入居している。
- 所在地：〒517-0022 三重県鳥羽市大明東町1番7号
- 敷地：約2,000m2
- 貸室
  - 3階 かもめホール 収容人数 通常120名（最大180名）
  - 2階 中会議室（研修室） 収容人数 36名
  - 2階 小会議室（会議室） 収容人数 18名
  - 2階 特別会議室 収容人数 32名